# 梅国平
梅国平（1962年10月—），男，汉族，江西进贤人，中华人民共和国政治人物，曾任民进中央委员、江西省委副主委，江西财经大学副校长，江西师范大学校长，第十二届全国人民代表大会江西地区代表。

## 生平
梅国平毕业于南开大学应用数学专业。2008年，当选第十一届全国政协委员，代表教育界，分入第四十二组。2013年，担任全国人大代表。2018年1月，当选第十三届全国政协委员。